# Loxosceles lawrencei
Espèce
Loxosceles lawrencei est une espèce d'araignées aranéomorphes de la famille des Sicariidae.

## Distribution
Cette espèce se rencontre au Venezuela, à la Trinité et à Curaçao,.

## Description
La femelle holotype mesure 5,75 mm.

## Publication originale
- Caporiacco, 1955 : Estudios sobre los aracnidos de Venezuela. 2a parte: Araneae. Acta biológica venezuelica, vol. 1, p. 265-448.